# Корню, Гортензия
Гортензия Корню (фр. Hortense Cornu, рожд. Lacroix; 1809—1875) — французская писательница.
Была крестницей королевы Гортензии и подругой детства Наполеона III. Вышла замуж в 1854 году за художника Корню и работала в различных журналах под псевдонимом Sébastien Albin, составляя преимущественно статьи о немецкой литературе.
Издала отдельно:
- «Ballades et chants populaires anciens et modernes de l’Allemagne» (1841),
- «Goethe et Bettina»,
- «Essai sur l’histoire des arts en Italie».

Хранящаяся в Парижской национальной библиотеке переписка Корню с Луи-Наполеоном не издана до настоящего времени.

## Комментарии
1. ↑  Имеется в виду время выхода ЭСБЕ — начало XX века.